# Kellie Jones
Kellie Jones (nascida em 1959) é uma historiadora de arte e curadora americana. Ela é professora de História da Arte e Arqueologia em Estudos Afro-Americanos na Universidade de Columbia, sendo agraciada com a Bolsa MacArthur em 2016.

## Biografia
Jones é filha dos poetas Hettie Jones e Amiri Baraka. Jones se formou no Amherst College em 1981. Ela foi premiada com um Ph.D. pela Universidade de Yale em 1999.
Seus interesses de pesquisa incluem artistas da diáspora africana e afro-americanos, artistas latino-americanos e latinos, e problemas em arte contemporânea e teoria de museus. Jones foi publicado em revistas como NKA, Artforum, Flash Art, Atlantica e Third Text. Jones trabalhou como curador por mais de três décadas.
Jones tem um meio-irmão, Newark, New Jersey, prefeito Ras Baraka, e uma meia-irmã, Dominique di Prima, do relacionamento de Amiri com a mãe de di Prima.

## Prêmios e honrarias
- 2005: Prêmio David C. Driskell.[8]
- 2012: Artista residente no McColl Center for Art + Innovation
- 2013: Fundação Andy Warhol Art Writers Grant.[9]
- 2013: Bolsista da Fundação Terra.[10]
- 2016: Prêmio MacArthur Fellows Program.[2]
- 2018: Prêmio College Art Association for Excellence in Diversity.[11]
- 2019: American Academy of Arts and Sciences Fellow.[12]

## Exposições com curadoria
Exposições com curadoria e co-curadoria:
- Basquiat. Nova York: Brooklyn Museum, 11 de março de 2005 a 5 de junho de 2005.[13] Os co-curadores incluem Marc Mayer, Fred Hoffman, Kellie Jones e Franklin Sirmans.[13]
- Energia / Experimentação: Artistas Negros e Abstração, 1964-1980. Nova York: The Studio Museum no Harlem, 2006.[14][15]
- Agora cavar isso! Arte e Black Los Angeles, 1960-1980. Los Angeles: Hammer Museum, 2 de outubro de 2011 – 8 de janeiro de 2012; MOMA PS1 em Long Island City, Nova York, de 21 de outubro de 2012 a 11 de março de 2013; e no Williams College Museum of Art em Williamstown, MA, de 20 de julho a 1 de dezembro de 2013.[16]
- Testemunha: Arte e Direitos Civis nos anos sessenta. Nova York: Brooklyn Museum, 7 de março a 13 de julho de 2014. Co-curadoria de Teresa A. Carbone e Kellie Jones.[17]